# 第35回セザール賞
第35回セザール賞は、2009年の映画を対象としており、授賞式は2010年2月27日に開催された。授賞式のプレジデントはマリオン・コティヤールである。

## 受賞とノミネート

### 作品賞
- 『預言者』 - ジャック・オーディアール
  - A l'Origine - グザヴィエ・ジャノリ
  - 『オーケストラ!』 - ラデュ・ミヘイレアニュ
  - 『風にそよぐ草』 - アラン・レネ
  - La journée de la jupe - Jean-Paul Lilienfeld
  - Rapt - リュカ・ベルヴォー
  - 『君を想って海をゆく』 - フィリップ・リオレ

### 監督賞
- ジャック・オーディアール - 『預言者』
  - リュカ・ベルヴォー - Rapt
  - グザヴィエ・ジャノリ - A l'Origine
  - フィリップ・リオレ - 『君を想って海をゆく』
  - ラデュ・ミヘイレアニュ - 『オーケストラ!』

### 主演男優賞
- タハール・ラヒム - 『預言者』
  - イヴァン・アタル - Rapt
  - フランソワ・クリュゼ - A l'Origine
  - フランソワ・クリュゼ - Le Dernier pour la Route
  - ヴァンサン・ランドン - 『君を想って海をゆく』

### 主演女優賞
- イザベル・アジャーニ - Skirt Day
  - ドミニク・ブラン - L'Autre
  - サンドリーヌ・キベルラン - 『シャンボンの背中』
  - クリスティン・スコット・トーマス - 『熟れた本能』
  - オドレイ・トトゥ - 『ココ・アヴァン・シャネル』

### 助演男優賞
- ニエル・アレストリュプ - 『預言者』
  - ジャン＝ユーグ・アングラード - Persecution
  - Joeystarr - The Ball of the Actresses
  - ブノワ・ポールヴールド - 『ココ・アヴァン・シャネル』
  - ミシェル・ヴュイエルモーズ - The End of the Road

### 助演女優賞
- エマニュエル・ドゥヴォス - A l'Origine
  - オーレ・アッティカ - 『シャンボンの背中』
  - アンヌ・コンシニ -  Rapt
  - オドレイ・ダナ - 『君を想って海をゆく』
  - ノエミ・ルボフスキー - Les Beaux Gosses

### 有望若手男優賞
- タハール・ラヒム - 『預言者』
  - フィラ・エヴェルディ - 『君を想って海をゆく』
  - アデル・バンシェリフ - 『預言者』
  - ヴィンセント・ラコステ - The French Kissers
  - ヴァンサン・ロティエ - Je suis hereux que ma mere soit vivante

### 有望若手女優賞
- メラニー・ティエリー - Le dernier pour la route
  - ポーリーヌ・エチエンヌ - 愛について、ある土曜日の面会室（フランス語版）
  - フロランス・ロワレ＝カイユ - Je l'amais
  - Soko - A l'Origine
  - クリスタ・テレ - 『LOL（ロル） 〜愛のファンタジー〜』

### 第1回作品賞
- Les Beaux Gosses - Riad Sattouf
  - Le Dernier pour la Route - フィリップ・ゴドー
  - Espions - Nicolas Saada
  - La Premiere Etiole - Lucien Jean-Baptiste
  - Qu'un Seul Tienne et les Autres - Suivront Lea Fehner

### 脚色賞
- ステファヌ・ブリゼ、フロランス・ヴィニョン - 『シャンボンの背中』
  - アンヌ・フォンテーヌ、カミーユ・フォンテーヌ - 『ココ・アヴァン・シャネル』
  - フィリップ・ゴドー、アニエス・ドゥ・サシー - Le dernier pour la route
  - ローラン・ティラール、グレゴワール・ヴィニェロン - 『プチ・ニコラ』
  - アレックス・レヴァル、ロラン・エルビエ - 『風にそよぐ草』

### 脚本賞
- ジャック・オーディアール、トーマス・ビデガン、アブデル・ラウフ・ダブリ、ニコラ・プフェーイ - 『預言者』
  - グザヴィエ・ジャノリ - A l'Origine
  - Jean-Paul Lilienfeld - La journée de la jupe
  - フィリップ・リオレ、エマニュエル・クールコル、オリヴィエ・アダム – 『君を想って海をゆく』
  - ラデュ・ミヘイレアニュ、アラン＝ミシェル・ブラン - 『オーケストラ!』

### 撮影賞
- ステファーヌ・フォンテーヌ - 『預言者』
  - クリストフ・ボーカルヌ - 『ココ・アヴァン・シャネル』
  - ローラン・ダイヤン - 『君を想って海をゆく』
  - エリック・ゴーティエ - 『風にそよぐ草』
  - グリン・スピーカート - A l'Origine

### 編集賞
- ジュリエット・ウェルフラン - 『預言者』
  - Celia Lafitedupont - A l'Origine
  - エルヴェ・ド・リューズ - 『風にそよぐ草』
  - アンドレア・セドラツコヴァ - 『君を想って海をゆく』
  - ルド・トロフ - 『オーケストラ!』

### 音響賞
- Pierre Excoffier、Bruno Tarriere、Selim Azzazi - 『オーケストラ!』
  - Pierre Mertens、Laurent Quaglio、Eric Tisserand - 『君を想って海をゆく』
  - Francois Musy、Gabriel Hafner - A l'Origine
  - Brigitte Taillandier、Francis Wargnier、Jean-Paul Hurier - 『預言者』
  - Jean Umansky、Gerard Hardy、Vincent Arnardi - 『ミックマック』

### 作曲賞
- アルマン・アマール - 『オーケストラ!』
  - アレックス・ボーパン - Non ma fille, tu n'iras pas danser
  - アレクサンドル・デスプラ - 『預言者』
  - クリフ・マルティネス - A l'Origine
  - ニコラ・ピオヴァーニ - 『君を想って海をゆく』

### 衣裳デザイン賞
- カトリーヌ・ルテリエ - 『ココ・アヴァン・シャネル』
  - シャトゥーヌ、ファブ - 『シャネル&ストラヴィンスキー』
  - シャルロット・ダヴィッド - OSS 117 Rio ne répond plus...
  - マデリーン・フォンテーヌ - 『ミックマック』
  - ヴィルジニー・モンテル - 『預言者』

### 美術賞
- ミシェル・バルテレミ - 『預言者』
  - アリーヌ・ボネット - 『ミックマック』
  - マーマル・エシュ・シェイク - OSS 117 Rio ne répond plus...
  - フランソワ＝ルノー・ラバルテ - A l'Origine
  - オリヴィエ・ラド - 『ココ・アヴァン・シャネル』

### ドキュメンタリー賞
- L'Enfer d'Henri-Georges Clouzot - セルジュ・ブロンベルグ、Ruxandra Medrea
  - 『パリ・オペラ座のすべて』 - フレデリック・ワイズマン
  - Himalaya, le chemin du ciel - Marianne Chaud
  - 『HOME 空から見た地球（英語版、フランス語版）』 - ヤン・アルテュス＝ベルトラン
  - Ne me liberez pas je m'en charge - Fabienne Godet

### 短編映画賞
- C'est gratuit pour les filles - Claire Burger、Marie Amachoukeli
  - ¿Donde Esta Kim Basinger? - Edouard Deluc
  - La Raison De L'Autre - Foued Mansour
  - Seance Familiale - Cheng-Chui Kuo
  - Les Williams - Alban Mench

### 外国映画賞
- 『グラン・トリノ』 - クリント・イーストウッド（ アメリカ合衆国）
  - 『アバター』 - ジェームズ・キャメロン（ アメリカ合衆国）
  - 『ミルク』 - ガス・ヴァン・サント（ アメリカ合衆国）
  - 『マイ・マザー』 – グザヴィエ・ドラン（ カナダ）
  - Panique au Village - ステファン・オビエ&ヴァンサン・パタール（ ベルギー）
  - 『白いリボン』 - ミヒャエル・ハネケ（ ドイツ）
  - 『スラムドッグ$ミリオネア』 - ダニー・ボイル（ イギリス）

## 名誉賞
- ハリソン・フォード、 アメリカ合衆国、俳優